# Chlorophytum unifolium
Chlorophytum unifolium är en sparrisväxtart som beskrevs av François Malaisse och Paul Rodolphe Joseph Bamps. Chlorophytum unifolium ingår i släktet ampelliljor, och familjen sparrisväxter. Inga underarter finns listade i Catalogue of Life.